# Chapelle du Calvaire de Castillon-en-Couserans
Pour les articles homonymes, voir Chapelle du Calvaire.
La chapelle du Calvaire de Castillon-en-Couserans, également dénommée église Saint-Pierre de Castillon-en-Couserans est une église romane du XIIe siècle située en France au dessus du bourg, sur la commune de Castillon-en-Couserans, dans le département de l'Ariège, en région Occitanie.

## Localisation
Elle se situe à 604 m d'altitude, sur une motte castrale au-dessus du bourg. Il convient de noter que les alentours de la chapelle du Calvaire (parcelle 449 de 0,9 ha et à l'exclusion du chemin de croix) sont un site classé tous critères depuis le 12 mai 1941.

## Historique
Elle était à l'origine la chapelle du château des comtes de Comminges.
Elle fait l'objet d'un classement au titre des monuments historiques  par arrêté du 20 octobre 1906.

## Description
C’est un édifice présentant une architecture romane de taille modeste à simple nef relativement élevée avec un clocher-mur à arcades.
Elle offre d'excellentes qualités acoustiques.

## Galerie

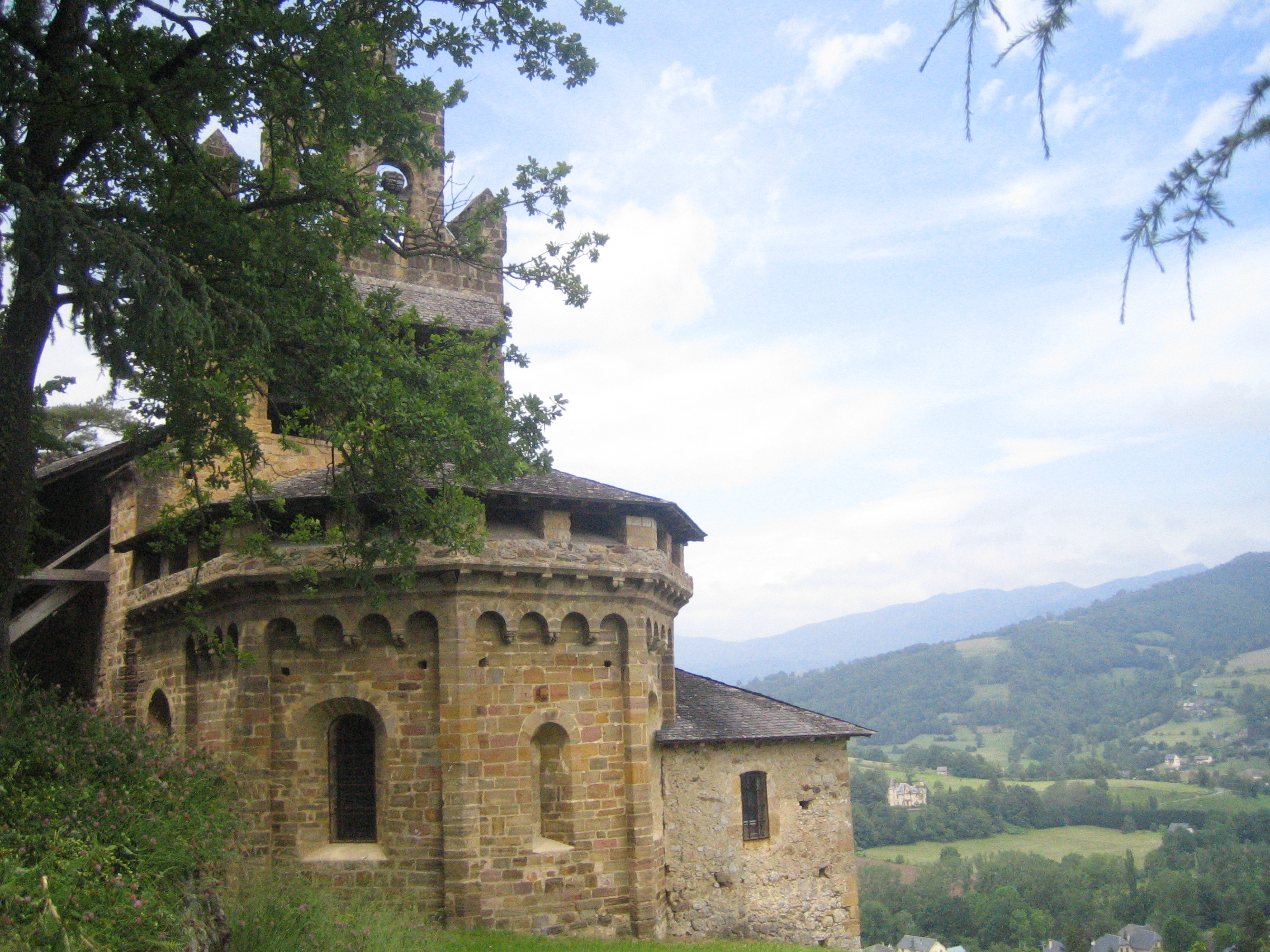
Le chevet.
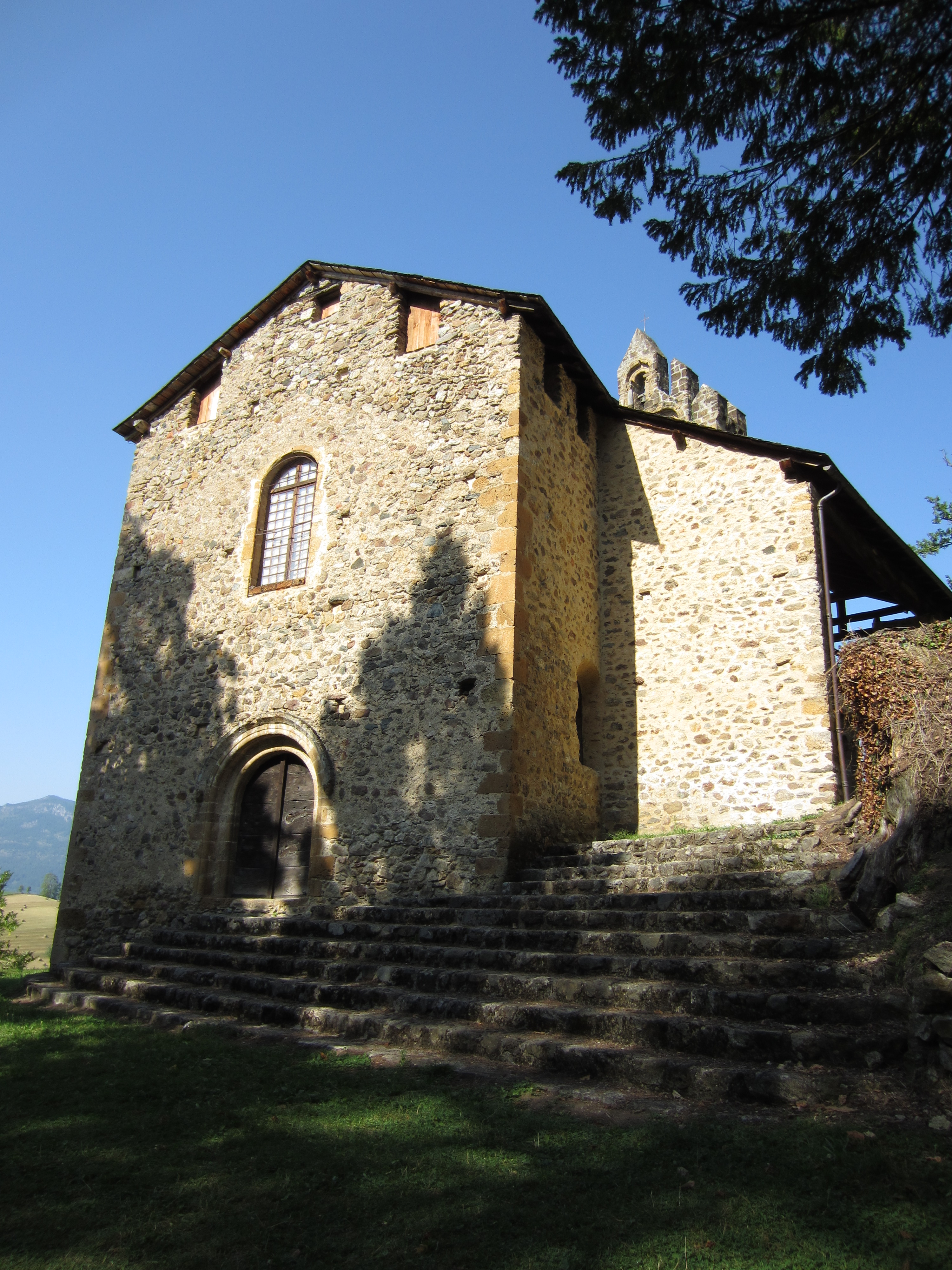
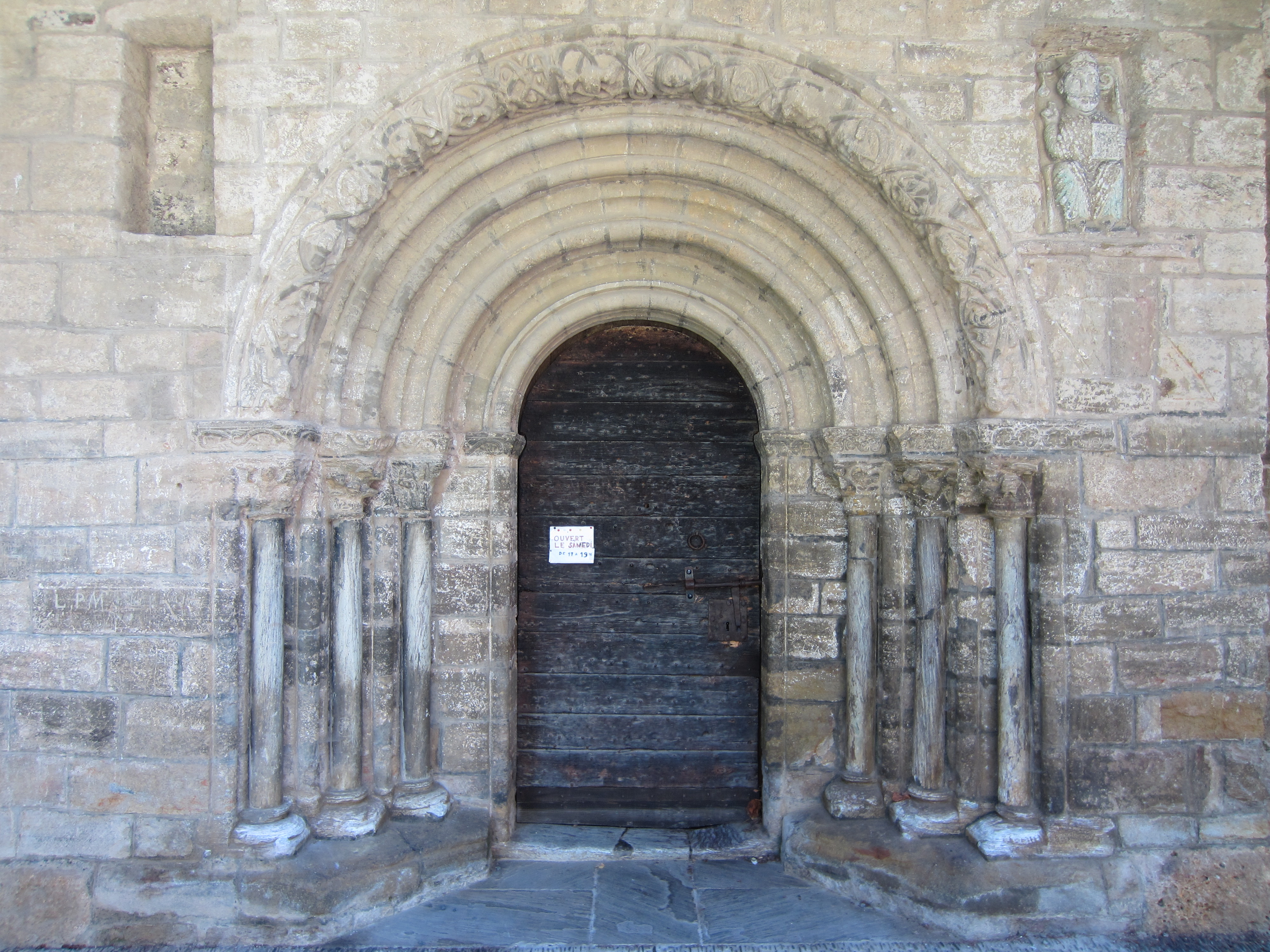
Le portail roman.
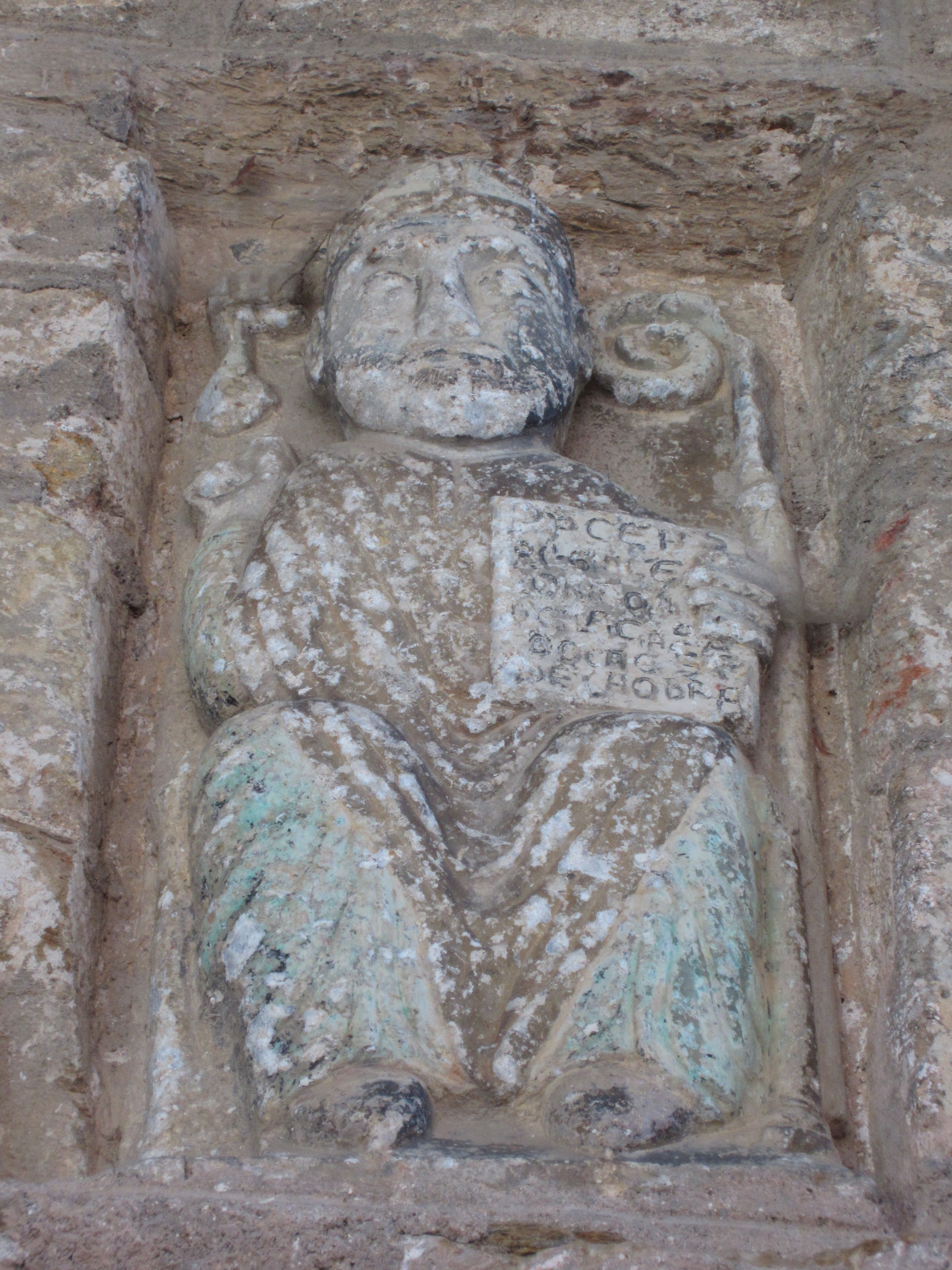
Sculpture représentant saint Pierre.